# Rage (regény)
A Rage Stephen King amerikai író 1977-ben megjelent regénye, amelyet Richard Bachman álnéven adott ki. Magyarul mindezidáig nem jelent meg, és az erőszakos iskolai cselekmények számának növekedése miatt ez a továbbiakban sem látszik valószínűnek.[forrás?] 1966-ban elkezdte írni a regényt. Eredetileg a Getting It On címet adta neki.

## Cselekmény
A Rage – amelynek magyar kiadása régóta várat magára, sőt, az előzményeket ismerve nem kizárt, hogy sosem fog magyarul megjelenni – valójában Charlie Decker személyes története, aki – miután lelőtte két tanárát – az egész osztályát túszként tartja fogva. A könyv nagyrészt azokkal az okokkal és eseményekkel foglalkozik, amelyek elvezettek ehhez a sajnálatos helyzethez. Nem csak Charlie személyes élettörténetét ismerhetjük meg azonban, hanem néhány osztálytársáét is, akik nagyrészt – felettébb meglepő módon – sajnálattal viszonyulnak Charlie-hoz.
Bár néhányuk számára a kialakult helyzet felér a világvégével – ahogyan ez meg is fogalmazódik a műben –, végeredményben mégiscsak Charlie az, akinek a történet befejeztével felelnie kell tetteiért.

## Érdekességek
Az első, Richard Bachman néven megjelentetett King-regény azért vált különösen ismertté, mert a szerző 2000-ben úgy döntött, hogy nem engedélyezi a könyv amerikai utánnyomását, miután a kilencvenes évek végén több olyan iskolai lövöldözésre is sor került, amilyent a regény is tematizál. Ráadásul a mű egy példánya felbukkant egy Michael Carneal nevű fiú holmija között, aki 1997. december 1-jén lövöldözést rendezett egy amerikai iskolában.